# 入江奈奈美
入江奈奈美（日语：／ Irie Nanami，1995年1月8日—），日本女子摔跤运动员。她曾代表日本参加哈萨克斯坦努尔-苏丹举行的2019年世界摔跤锦标赛，获得女子自由式55公斤级银牌。